# Eryngium coquimbanum
Eryngium coquimbanum là một loài thực vật có hoa trong họ Hoa tán. Loài này được Phil. ex Urb. mô tả khoa học đầu tiên.

## Hình ảnh

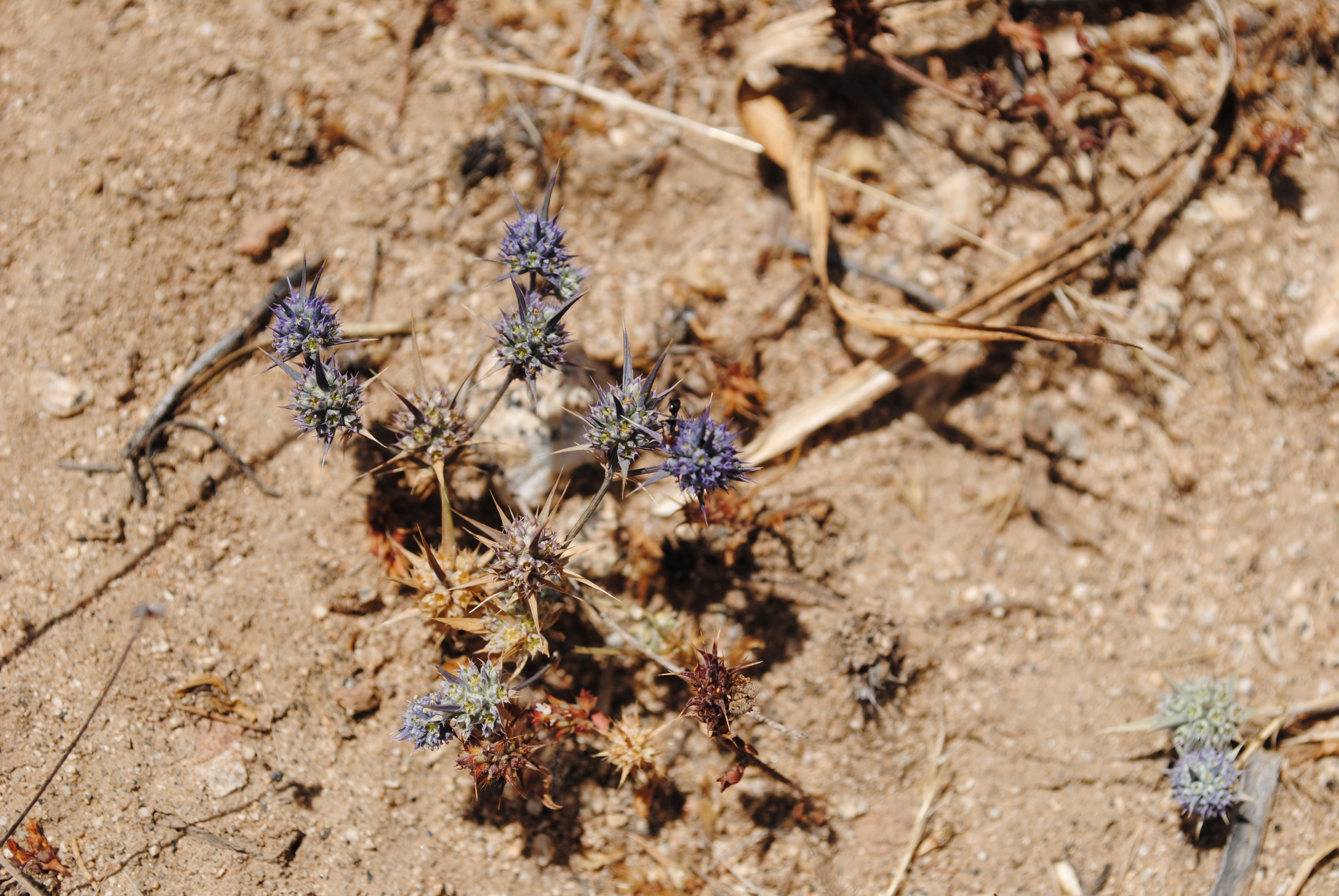